# Bum (langue)
Pour les articles homonymes, voir Bum.
Le bum (ou bom) est une langue bantoïde des Grassfields parlée par environ 21 400 personnes (2001) dans la région du Nord-Ouest au Cameroun, dans le département du Boyo et l'arrondissement de Bum, notamment dans les villages suivants : Buabua, Fonfuka, Kichouwi, Kimbi, Konene ou Saff.